# City of Liverpool (Australia)
City of Liverpool – jeden z 38 samorządów lokalnych zaliczanych do aglomeracji Sydney, największego zespołu miejskiego Australii. Formalnie posiada prawa miejskie i stanowi niezależne miasto. Liczy 305 km² powierzchni i 164 603 mieszkańców (2006). 

## Geograficzny podział City of Liverpool
| - Ashcroft - Austral - Badgerys Creek - Bringelly - Busby - Cartwright - Casula - Cecil Hills - Cecil Park - Chipping Norton - Denham Court - Edmondson Park | - Green Valley - Greendale - Hammondville - Heckenberg - Hinchinbrook - Holsworthy - Horningsea Park - Hoxton Park - Kemps Creek - Leppington - Liverpool - Luddenham | - Lurnea - Middleton Grange - Miller - Moorebank - Pleasure Point - Prestons - Rossmore - Sadleir - Voyager Point - Warwick Farm - Wattle Grove - West Hoxton |

## Galeria

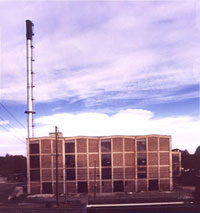
Elektrownia w dzielnicy Casula
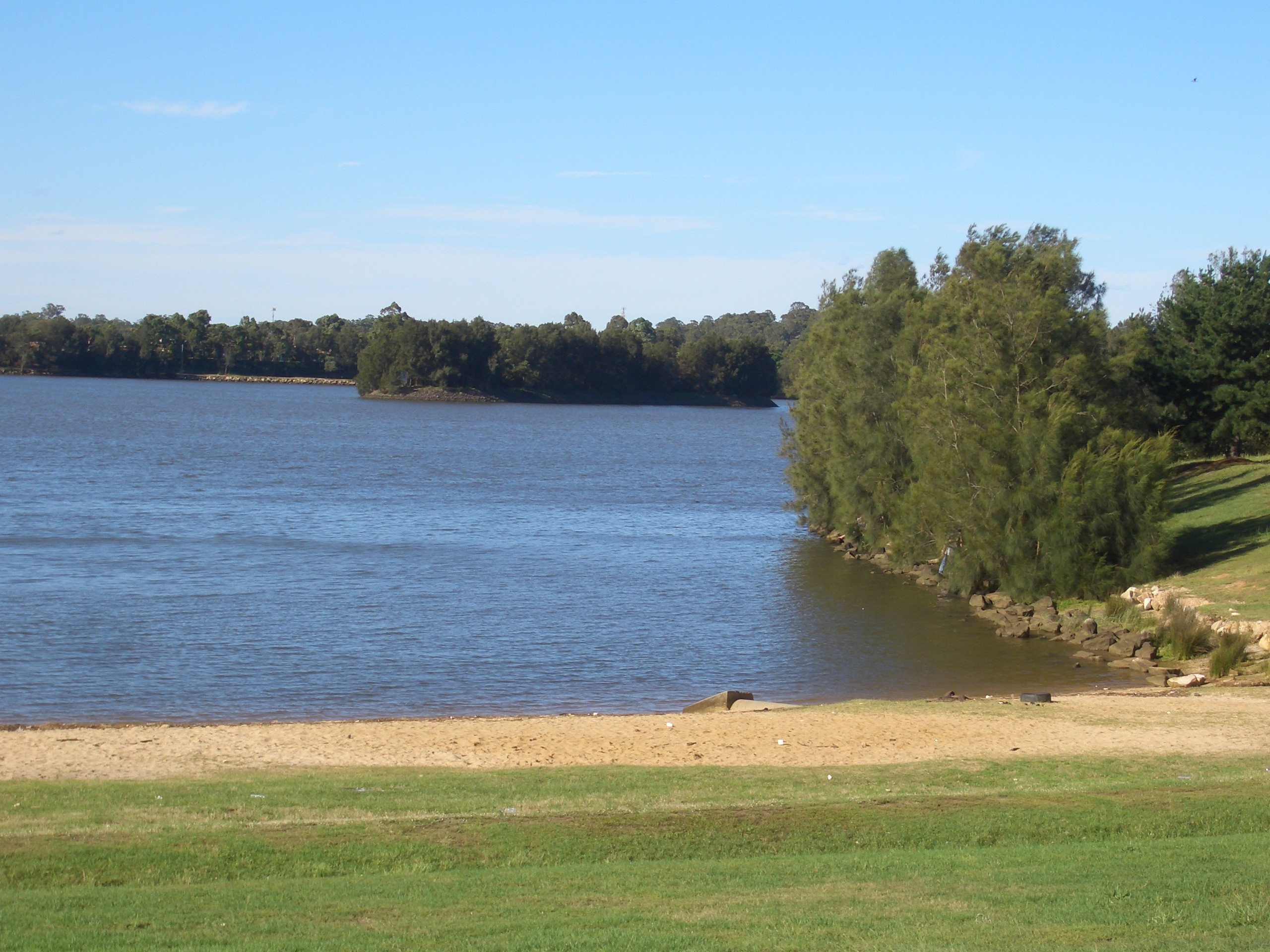
Jezioro Chipping Norton
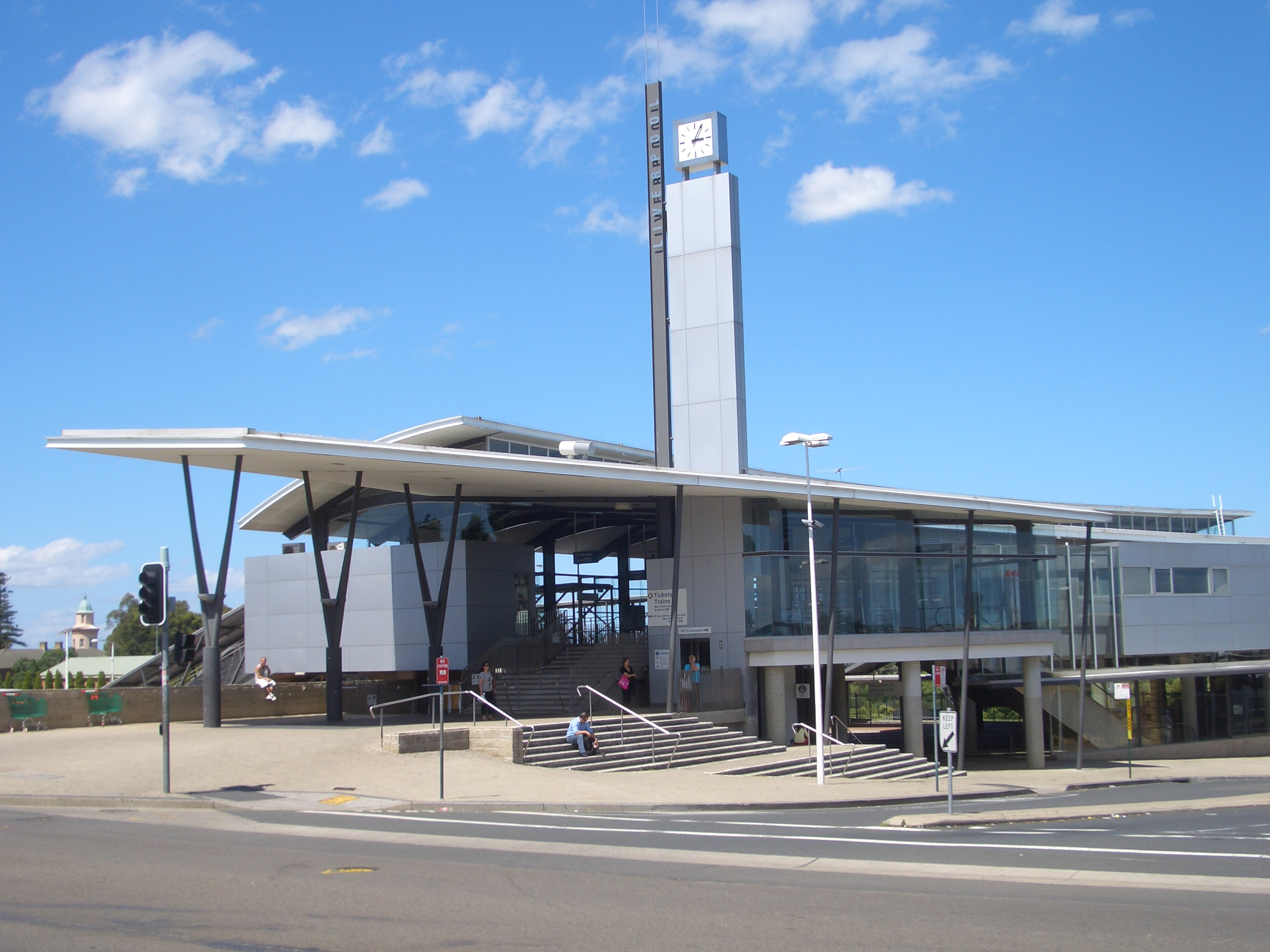
Stacja kolejowa Liverpool